# Grumman A-6 Intruder
El Grumman A-6 "Intruder" fou un avió d'atac de reacció embarcat. S'utilitzà amb èxit a la Guerra del Vietnam per l'Armada i la Infanteria de Marina dels Estats Units d'Amèrica. Se'n van fer versions que actuaven com a avió cisterna i com a avió de guerra electrònica. L'EA-6B "Prowler", basat en el fuselatge de l'A-6, fou retirat de la Marina dels Estats Units el 2015, però segueix en servei operatiu amb els USMC.

## Història

### Disseny i desenvolupament
Acabada la Guerra de Corea, la Marina dels Estats Units va anunciar la seva necessitat de disposar d'un avió d'atac embarcat de reacció i amb capacitat d'operar en qualsevol tipus de clima, per reemplaçar a l'obsolet A-1 Skyraider. Grumman Aerospace va presentar el seu disseny A-6A: un avió d'atac biplaça, amb capacitat de realitzar missions en qualsevol condició meteorològica. En els primers vols experimentals es va comprovar que les ales de l'Intruder eren idònies per donar a l'avió una bona maniobrabilitat, fins i tot quan portava una pesant càrrega d'armes, i que tenia bones prestacions en vols subsònics, gràcies a uns sofisticats hipersustentadors situats a les ales. Això fou una gran gesta, ja que el pes màxim que podia dur l'Intruder era més del doble del seu propi pes, encara més que els de la majoria dels bombarders pesants de la Segona Guerra Mundial. La tripulació de dos estava situada en una cabina amb bona visibilitat. Mentre el pilot s'ocupava de controlar l'avió, el navegador s'encarregava dels sistemes de radar, navegació i atac. L'Intruder fou seleccionat per la USAAF el desembre del 1957, i es firmà un contracte per al desenvolupament i el disseny de l'A-6.

### Guerra del Vietnam

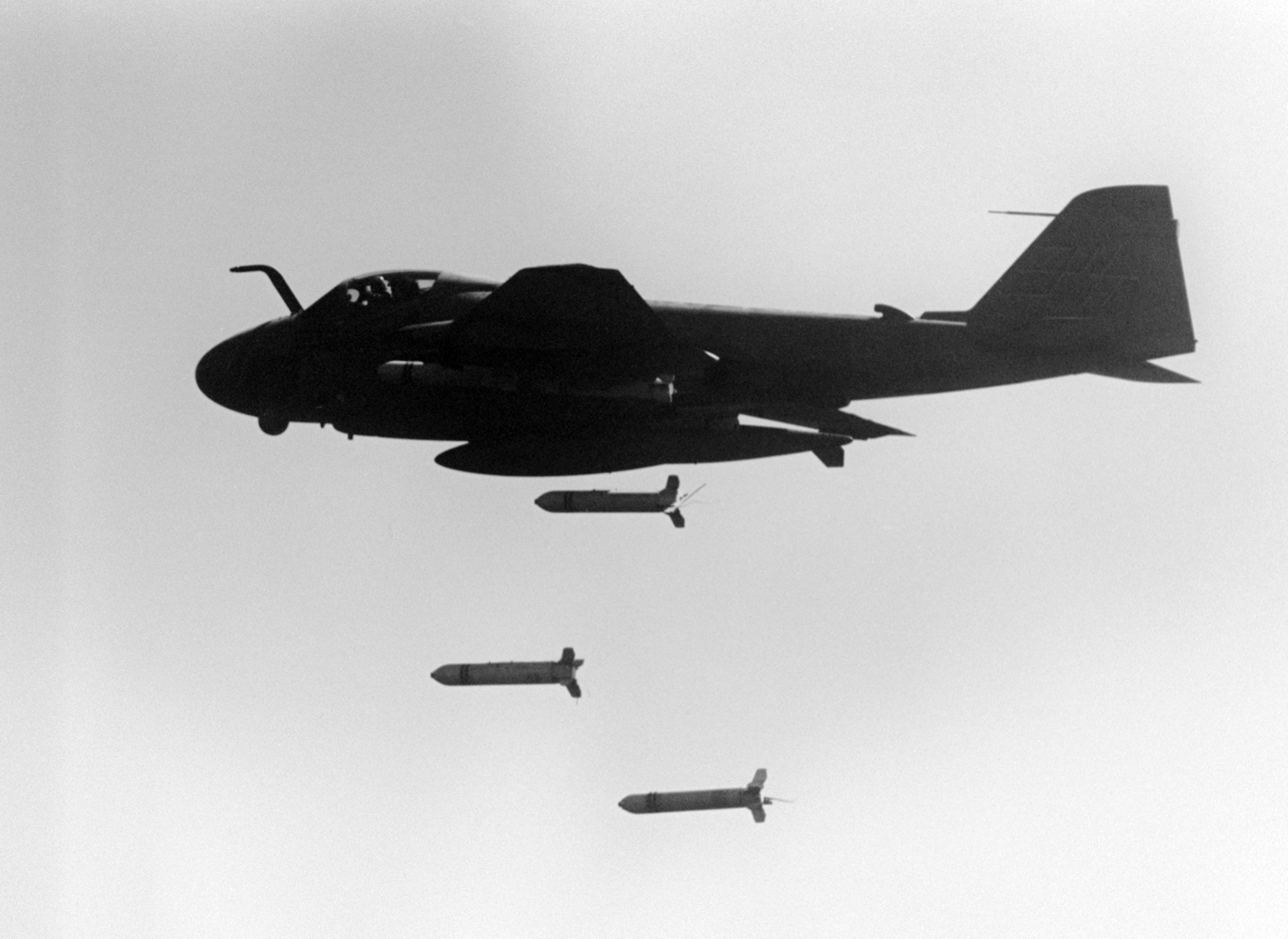
A-6E Intruder llançant bombes de dispersió.

Quan esclatà la Guerra del Vietnam, l'A-1 Skyraider continuava sent l'avió d'atac a terra estàndard de la Marina, però a mesura que avançava la guerra, fou succeït per l'Intruder. L'Intruder entrà en combat per primer cop el juliol del 1965, quan avions de l'USS Independence atacaren posicions enemigues a Vietnam del Nord. Els A-6 també realitzaren missions de bombardeig contra combois de camions, estacions petrolíferes i magatzems de combustible. Els A-6 feien missions durant les vint-i-quatre hores contra objectius seleccionats que no podien ser bombardejats amb precisió. En la nit del 30 d'octubre de 1967, un A-6A realitzà un dels atacs en solitari més difícils de tota la guerra. L'Intruder, pilotat pel comandant Charles B. Hunter, es disposava a atacar una estació de ferrocarrils de Hanoi amb 18 bombes de 226 kg. Es va aproximar a la regió enemiga a baixa altitud, gairebé fregant les formacions càrstiques, fins que fou detectat pels radars enemics. Va veure el primer dels 16 míssils SAM que li llançaren aquella nit. Per esquivar-lo, va realitzar un tonel, una maniobra molt perillosa a baixa altitud. Mentre s'aproximava al seu objectiu, Hunter va haver de superar una cortina de foc antiaèria, a més de 5 míssils SAM més. Per evitar-los, va volar a una altitud extremadament baixa, de manera que els SAM explotessin a 120 metres damunt seu. Hunter va arribar al seu objectiu i va deixar anar els seus 4.070 kg de bombes. Mentre tornava, va veure com queien sobre l'objectiu assignat.

### Versions
La maniobrabilitat i eficiència que demostrà l'A-6 portà a fer que es desenvolupessin avions basats en ell, però amb rols diferents. L'EA-6B "Prowler", la versió de contramesures electròniques, pot portar dos tècnics en contramesures (amb la tripulació augmentada fins a quatre) i té capacitat d'interferències i un sensor d'infrarrojos que ajuda a localitzar objectius.
El KA-6D, la versió cisterna, va ser utilitzat durant la Guerra del Vietnam per subministrar combustible a altres avions d'atac.

## Especificacions (A-6E Intruder)

### Característiques generals
- Tripulació: Dos (pilot, bombarder/navegador) Visió esquemàtica de l'A-6 Intruder.
- Llargada: 16,64 m
- Alada: 16,15 m
- Alçada: 4,75 m
- Superfície alar: 49,15 m²
- Pes buit: 11,625 kg
- Pes màxim: 27.500 kg

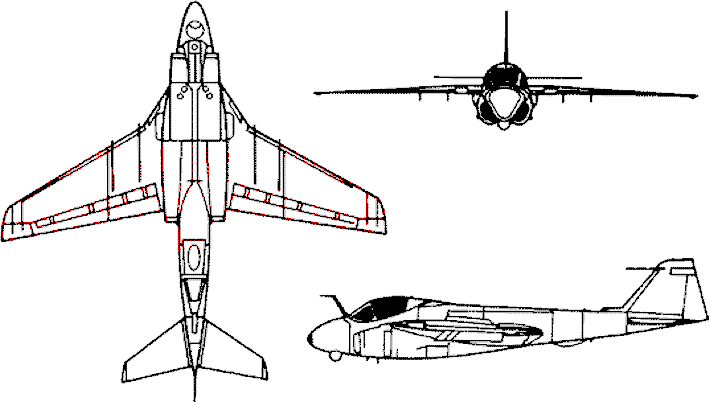
Visió esquemàtica de l'A-6 Intruder.

- Motors: 2 turboreactors Pratt & Whitney J52-P8B

### Prestacions de vol
- Velocitat màxima: 1.050 km/h
- Velocitat ascensional inicial: 2.620 m/min
- Sostre de servei: 13.600 m
- Autonomia amb la càrrega ofensiva màxima: 1.700 km
- Autonomia amb dipòsits auxiliars: 4.900 km

### Armament
- 5 suports sota les ales amb 1.600 kg de capacitat cada una, amb una capacitat total de 6.800 kg.
- Càrrega típica constituïda per 30 bombes de 227 kg.

## En la cultura popular
L'A-6 Intruder va aparèixer a la novel·la del 1986 de Stephen Coonts, titulada Flight of the Intruder (Vol de l'Intruder). El 1991, la novel·la es portà a la pantalla gran, també amb el títol Flight of the Intruder.